# Rhabdomastix (Lurdia) mendli
Rhabdomastix (Lurdia) mendli is een tweevleugelige uit de familie steltmuggen (Limoniidae). De soort komt voor in het Palearctisch gebied.